# Jadwiga Harasowska
Jadwiga Harasowska z domu Zbrożek herbu Jasieńczyk (ur. 3 kwietnia 1904 w Krakowie, zm. 11 lutego 1978 w Newark-on-Trent w Anglii) – polska wydawca, dziennikarka i działaczka emigracyjna. Do września 1939 była sekretarzem redakcji krakowskiego koncernu prasowego „Ilustrowanego Kuriera Codziennego”. Od początku 1940 prowadziła w Glasgow działalność wydawniczą dla potrzeb polskiego wojska stacjonującego w Wielkiej Brytanii, a także organizowała kulturalne wsparcie i społeczne relacje pomiędzy wojskiem polskim a społeczeństwem szkockim, o czym pamięć jest ciągle żywa. Była współzałożycielką wychodzącego nadal w Londynie „Dziennika Polskiego i Dziennika Żołnierza”. Była żoną kompozytora, dyrygenta i inżyniera Adama Harasowskiego.

## Życiorys

### Okres przedwojenny

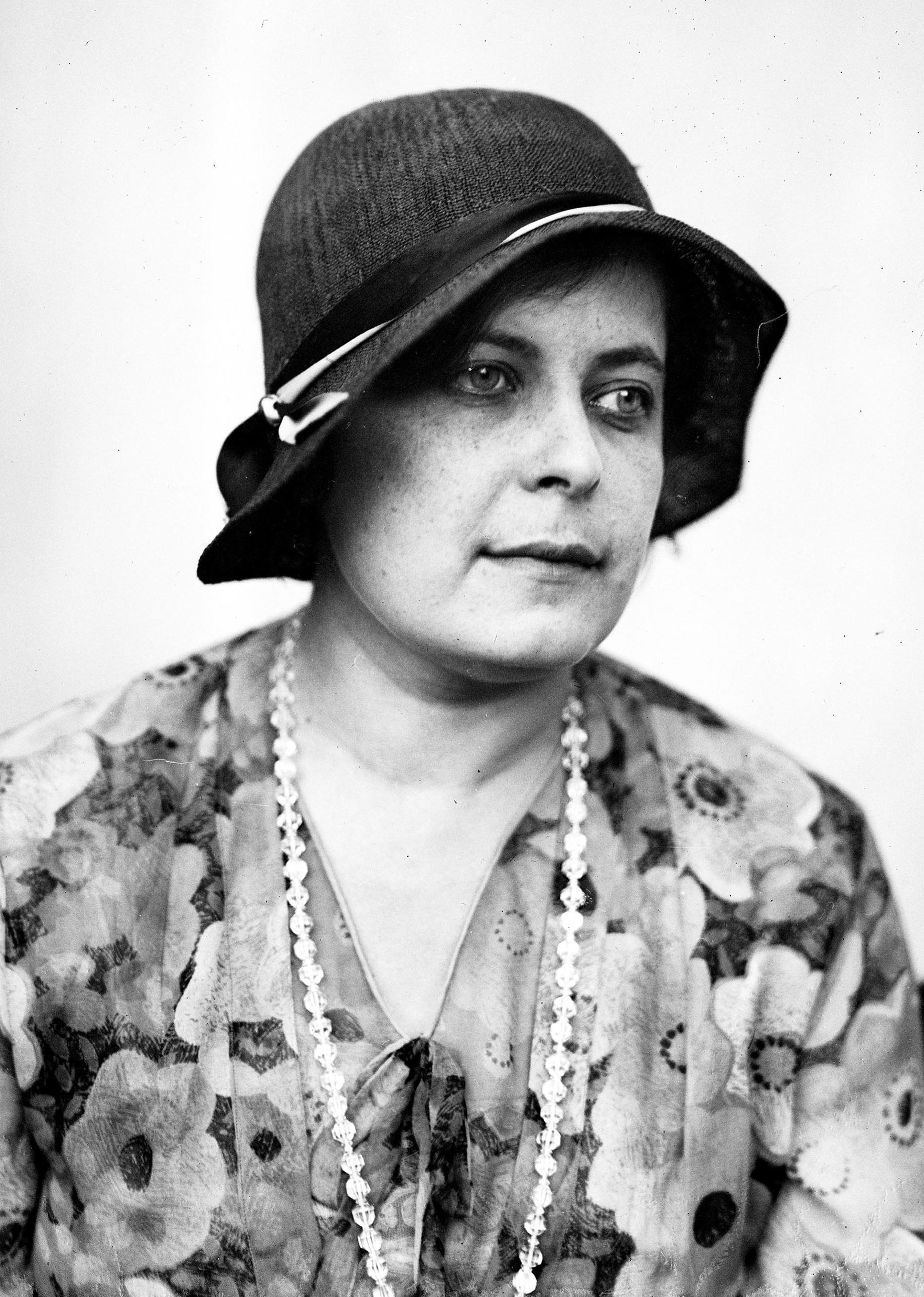
Jadwiga Zbrożkówna, 1931

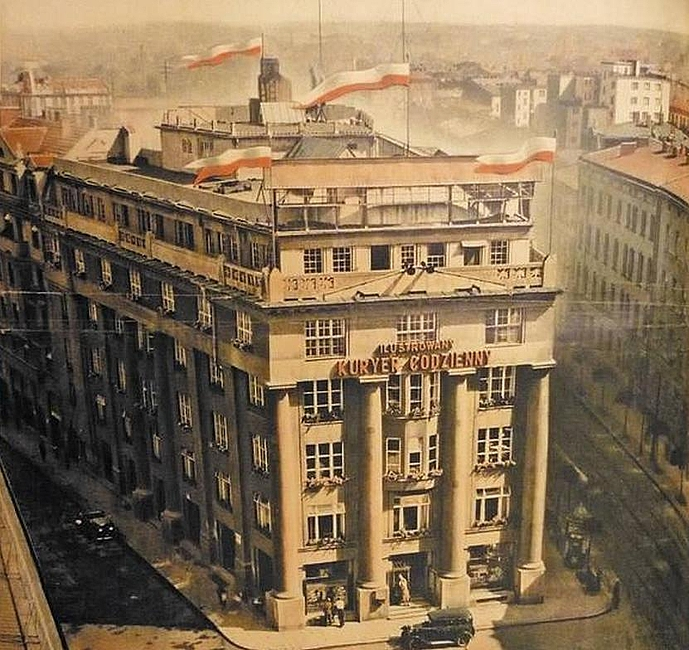
Pałac Prasy w Krakowie – siedziba koncernu IKC w 1935

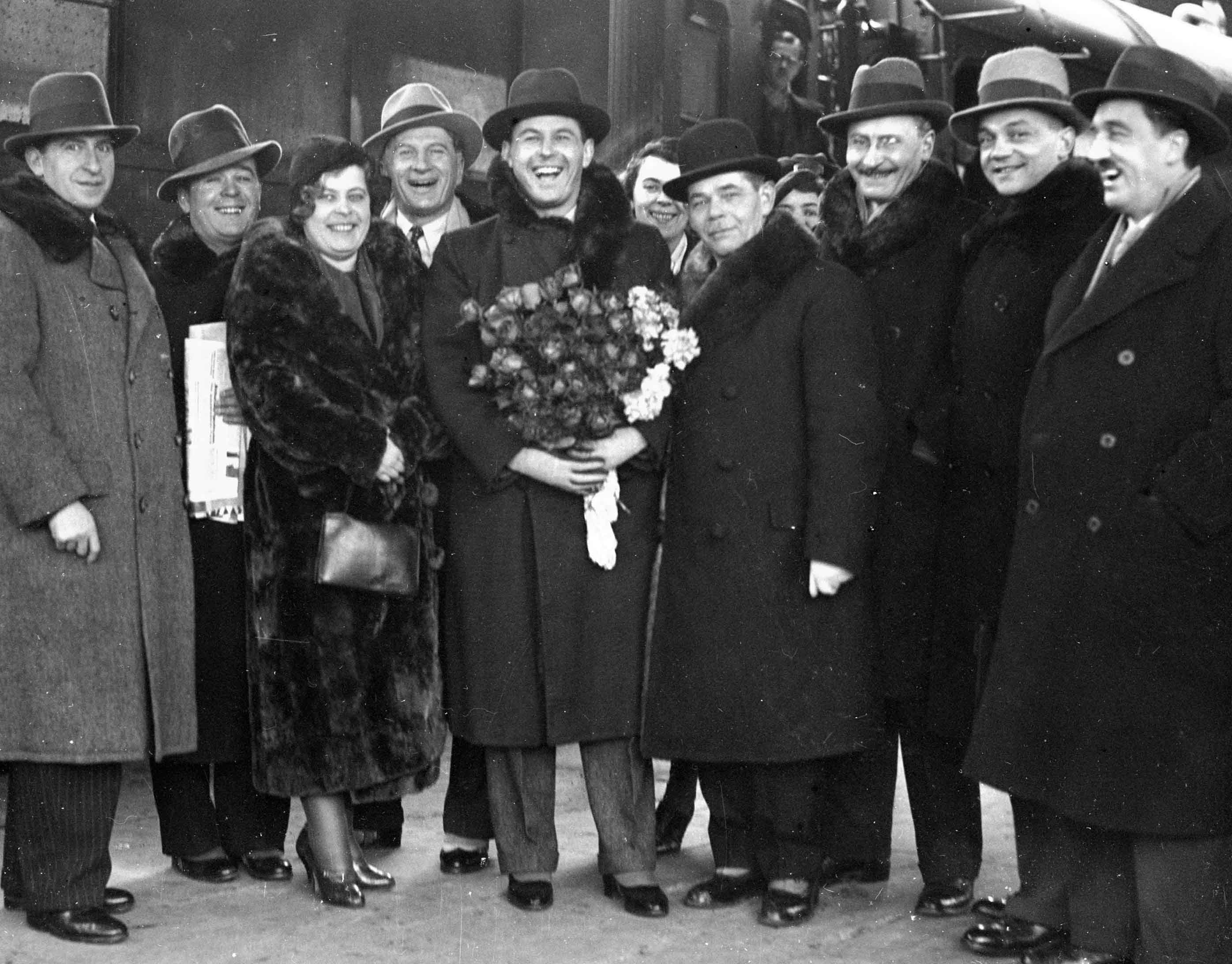
Pożegnanie Jana Kiepury (z kwiatami) na krakowskim dworcu kolejowym przez sekretarz redakcji IKC Jadwigę Zbrożkówną (3. z lewej) i Adama Didura (4. z lewej) w styczniu 1935

Ukończyła żeńską szkołę wydziałową im. Adama Mickiewicza w Krakowie i seminarium nauczycielskie. Studiowała w Instytucie Muzycznym w Krakowie i Akademii Handlowej w Krakowie, gdzie uczyła śpiewu i prowadziła chóry. Była inicjatorką założenia Krakowskiego Towarzystwa Oratoryjnego.
Od roku 1927 była sekretarką i asystentką Mariana Dąbrowskiego, właściciela koncernu wydawniczego „Ilustrowany Kurier Codzienny” w Krakowie. Po kilku latach objęła stanowisko sekretarza redakcji całego koncernu. Była także redaktorką opracowań graficznych i specjalnych wydań. Była również redaktorką wydawanego przez IKC od 1935 ilustrowanego (częściowo w kolorach) magazynu tygodniowego „As” przeznaczonego dla „eleganckiej klienteli”, w którym sama publikowała na tematy kulturalne. Reprezentowała koncern w relacjach publicznych. Używała nazwiska Zbrożkówna.
W kwietniu 1938 wyszła za mąż za kompozytora i dyrygenta Adama Harasowskiego. Pisała artykuły na tematy kulturalne do wydawanego przez IKC od 1935 popularnego tygodnika „As”. Prowadziła korespondencję z Bolesławem Wallek-Walewskim, dyrygentem chórów i dyrektorem Konserwatorium Towarzystwa Muzycznego w Krakowie. W końcu września 1939 razem z grupą dziennikarzy „Ilustrowanego Kuriera Codziennego” ewakuowała się do Lwowa, a później do Rumunii, gdzie spotkała się z mężem.

### Okres wojenny
Z obozu dla internowanych w Rumunii wyjechała przez Włochy i Francję do Anglii. Do portu Folkestone przybyła 24 listopada 1939 i cztery dni później zameldowała się razem z mężem na posterunku policji hrabstwa Nottinghamshire w miejscowości Newark-on-Trent, gdzie Adam odbywał poprzednio praktykę inżynierską. W początku roku 1940 przenieśli się do Glasgow w Szkocji i „podjęli się konsekwentnej realizacji programu zbliżenia kulturalnego polsko-szkockiego”.
Jadwiga Harasowska założyła tam i prowadziła polskie wydawnictwo Książnica Polska. Niemal natychmiast podjęła działalność prasową i w lokalnej gazecie zamieszczała regularną rubrykę „Kronika Polska” dla polskich żołnierzy nie znających jeszcze języka angielskiego. W tym czasie w szpitalach szkockich zjawili się żołnierze polscy ranni w kampanii norweskiej i Francji, dla których wkrótce założyła czasopismo „Kuryer Glasgowski”, który po kilku numerach zmienił tytuł na „Wiadomości Polskie”. Współpracowała z drukarnią i wydawnictwem William MacLellan. Wydała popularną broszurę o zwyczajach życia codziennego na Wyspach Brytyjskich, której autorstwo jest przypisywane jej z mężem. W 1941 była współautorką podręcznika dla żołnierzy do nauki języka angielskiego. Kilkukrotnie wydawała pieśń Modlitwa obozowa Adama Kowalskiego w kolejnych aranżacjach Adama Harasowskiego, która stała się modlitwą Polskich Sił Zbrojnych na Zachodzie, a także Armii Krajowej w okupowanym kraju, dokąd dotarła dzięki skoczkom spadochronowym. W 1940 wraz z mężem wydała kilka zeszytów Polish Christmas Carols – Najpiękniejsze Polskie Kolendy, ponadto redagowali polską kolumnę w czasopiśmie „Sunday Chronicle”. Na początku jesieni 1941 otworzyła w Glasgow „Polish Shop – Polski Sklep”, w którym sprzedawano polskie wydawnictwa, pamiątki oraz prowadzono komis. Używała pseudonimu „Jadwiga z Glasgowa”.

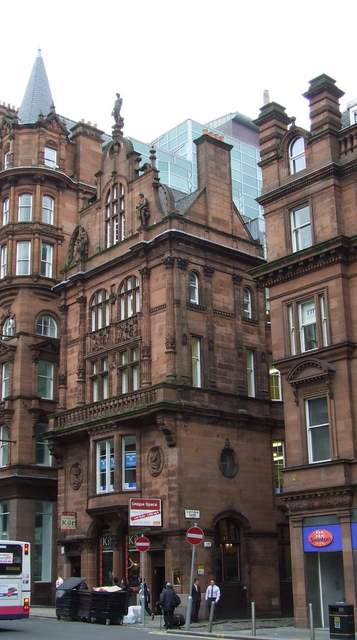
Hope Street – jedna z głównych ulic Glasgow, adres Książnicy Polskiej w latach 40. XX wieku

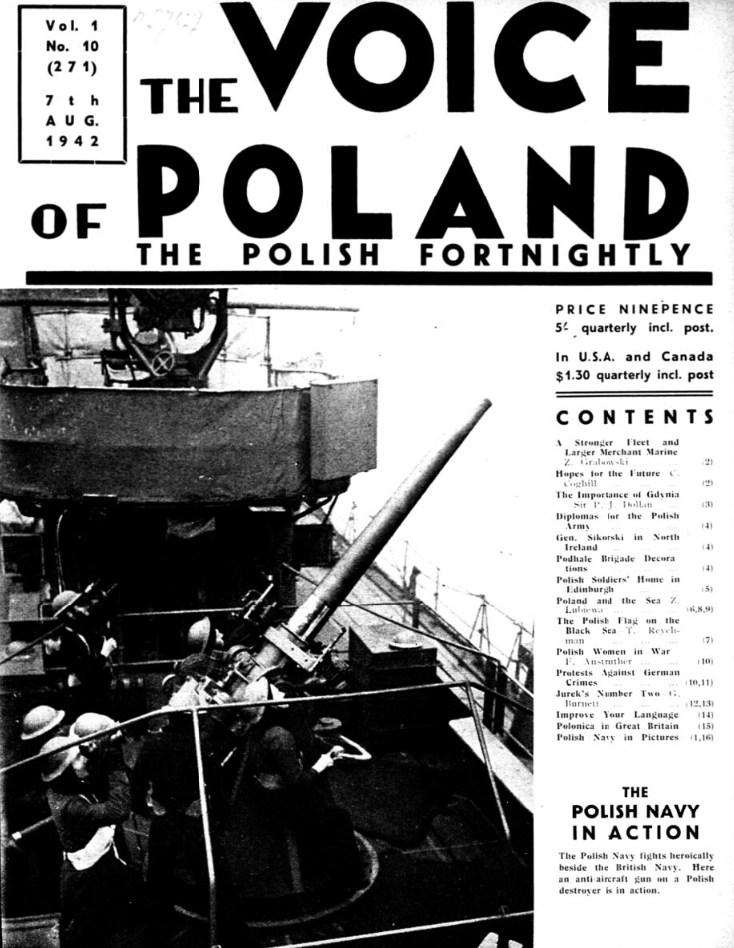
„The Voice of Poland – The Polish Fortnightly” z 7 sierpnia 1942, dwutygodnik w języku angielskim, zawartość wydania: [https://polona.pl/item/the-voice-of-poland-the-polish-fortnightly-glos-polski-ilustrowany-dwutygodnik,NTY2NzgyNzg/0/#info:metadata Polona.pl

Jadwiga Harasowska wydawała materiały informacyjne dla polskich żołnierzy I Korpusu zaraz po translokacji Polskich Sił Zbrojnych z Francji do Wielkiej Brytanii. Anglojęzyczne mutacje tych wydawnictw były źródłem informacji o sprawach polskich dla odbiorców brytyjskich. W dniu 21 września 1942 Prezydent Rzeczypospolitej Władysław Raczkiewicz odwiedził w Glasgow siedzibę Książnicy Polskiej i redakcję „Dziennika Żołnierza”, wydawanego wtedy przez Jadwigę Harasowską. W tym czasie Książnica otrzymywała pomoc od rządu polskiego z Funduszu Kultury Narodowej. „Dziennik Żołnierza” w grudniu 1943 połączył się z „Dziennikiem Polskim” w Londynie i pod łączną nazwą „Dziennik Polski i Dziennik Żołnierza” jest obecnie najpopularniejszym pismem emigracji polskiej w Wielkiej Brytanii.
W 1940 była inicjatorką powołania The Scottish-Polish Society z oddziałami w Edynburgu i Glasgow. Jadwiga Harasowska i sir Patrick Dollan (1885–1963) byli współprzewodniczącymi oddziału w Glasgow. Do końca wojny The Scottish-Polish Society posiadało 35 oddziałów (z niemal 10 000 członków spośród społeczeństwa szkockiego) i kształtowało kulturalne wsparcie i społeczne relacje pomiędzy wojskiem polskim a społeczeństwem szkockim.
Jadwiga Harasowska była jednym z promotorów powstania polskiego szkolnictwa wyższego czasu wojny na terenie Szkocji, gdzie od lutego 1941 (do marca 1949) jako część Uniwersytetu Edynburskiego działał Polski Wydział Lekarski (wydano 227 dyplomów lekarza), a także polskie wydziały weterynaryjne, prawnicze i pedagogiczne. Glasgow był wtedy ośrodkiem polskiego kształcenia rolniczego, handlowego i politechnicznego. The Scottish-Polish Society organizowało kluby szkocko-polskie, wykłady o polskiej historii i kulturze, a także regularne wizyty polskich żołnierzy w domach szkockich.
Od stycznia 1941 do kwietnia 1942 Jadwiga Harasowska wydawała dwujęzyczny tygodnik „Ogniwo Przyjaźni – The Clasp of Friendship”, a później aż do 10 października 1947 dwutygodnik „Voice of Poland”. „Ogniwo Przyjaźni – The Clasp of Friendship” był rozsyłany do wojsk polskich stacjonujących na Środkowym Wschodzie. W 1941 wydała w Glasgow Halkę Moniuszki ze wstępem jej autorstwa. Opera ta została wystawiona w przez University College w Londynie w 1961. W 95. rocznicę recitalu Fryderyka Chopina w Glasgow (27 września 1848) zorganizowała koncert pianistów Jerzego Sulikowskiego i Adama Harasowskiego tego samego dnia roku (27 września 1943), w tej samej sali i o tej samej porze.

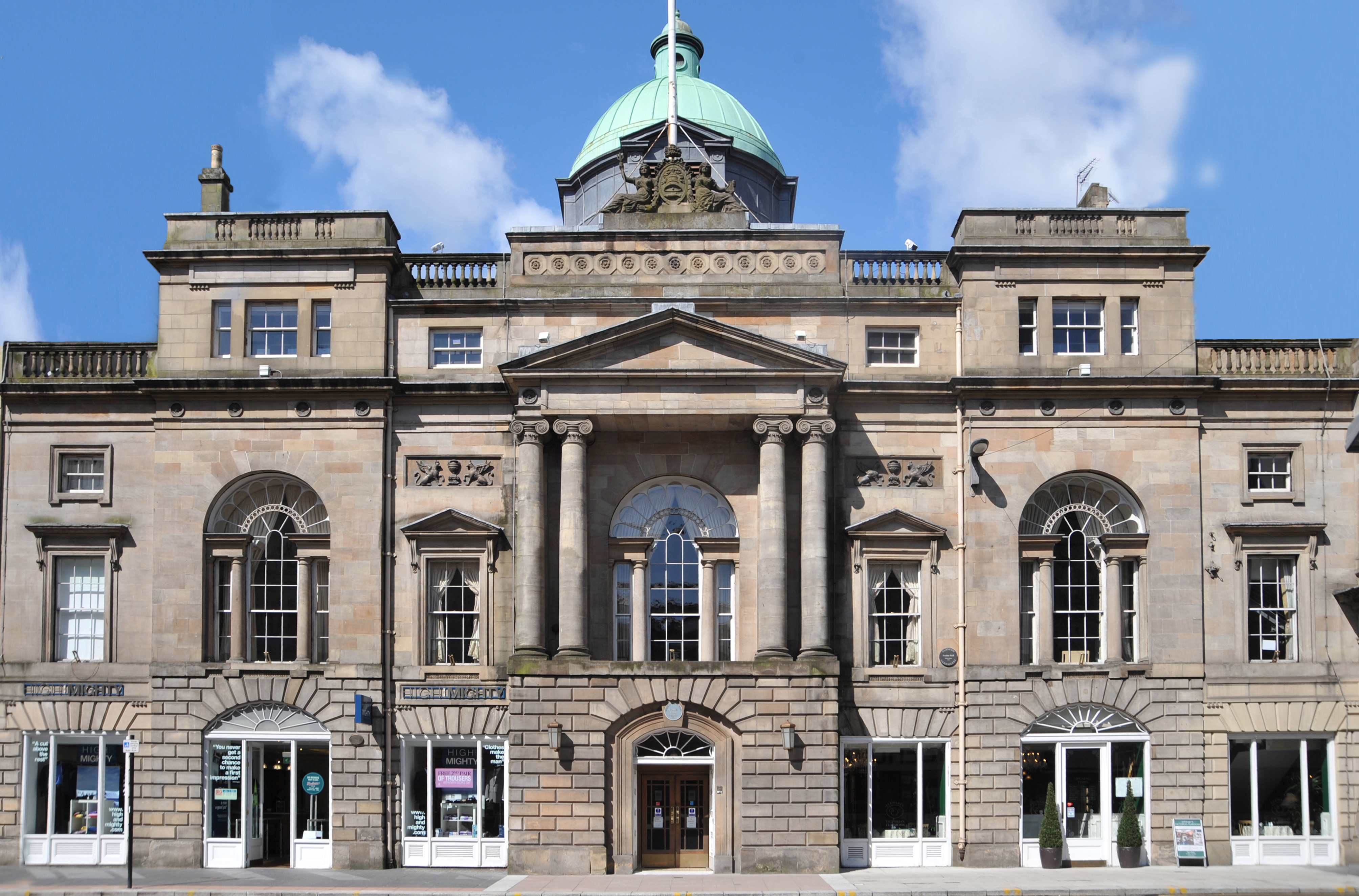
The Trades Hall – miejsce recitalu Fryderyka Chopina w Glasgow 27 września 1848 i koncertu 95 lat później

Dla żołnierzy polskich 2 Korpusu Polskiego (gen. Władysława Andersa) przebywających w ówczesnej Palestynie wydrukowała w dużym nakładzie Trylogię. Była redaktorem broszur w języku angielskim (Polish Underground Army, Tadeusz Kościuszko, Wilno–Lwów, Theatre in Poland) wydawanych w serii „Polish Library Pamphlet” i popularyzujących polską historię i kulturę. W 1944 Jadwiga Harasowska wydała w języku angielskim antologię polskiej konspiracyjnej poezji z okupowanej Warszawy. Wydawała polską poezję, a także albumy polskiej muzyki, a szczególnie tłumaczenia polskich pieśni patriotycznych i ludowych. W 1945 wydała istotne dla polskiej historii dwutomowe dzieło Straty Kultury Polskiej, 1939–1944. Praca nad nim została zapoczątkowana przez konspiracyjną komisję rektorów uczelni warszawskich już w końcu 1939.
Prowadziła korespondencję z intelektualistami brytyjskimi. Angażowała się wobec rządu brytyjskiego w sprawy polskie. Po katastrofie w Gibraltarze, w której zginął generał Władysław Sikorski, komunikowała się z brytyjskim Foreign Office. Wydała w języku angielskim broszurę H. W. Hendesona o winie Adolfa Hitlera, dostępną po wojnie w archiwach Instytutu Hoovera.

### Okres powojenny

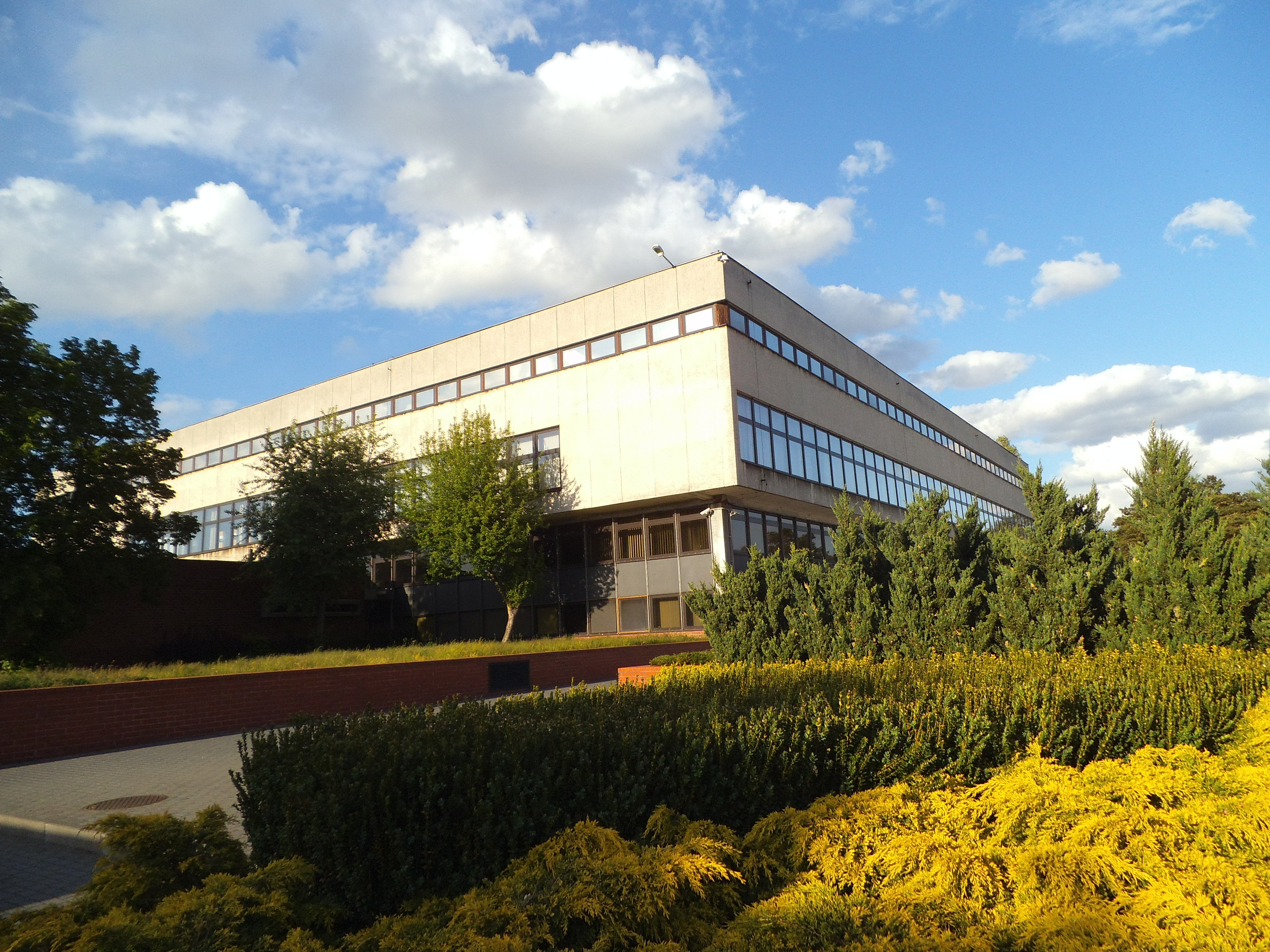
Biblioteka Uniwersytetu Mikołaja Kopernika w Toruniu – repozytorium archiwum Jadwigi i Adama Harasowskich

Po wycofaniu w lipcu 1945 uznania przez władze brytyjskie dla polskiego rządu w Londynie musiała razem z mężem spłacać część długów za wydawnictwa zamówione wcześniej przez rząd polski. Po 1948 działalność Książnicy Polskiej została przejęta przez londyńską Alma Book Company, która działała do 1953. Jadwiga Harasowska po opuszczeniu Szkocji mieszkała początkowo pod Lincoln, a od 1966 do końca życia w Balderton, dzielnicy Newark-on-Trent w Nottinghamshire.
Po jej śmierci Adam zawarł w 1980 związek małżeński z Joyce Meldrum (Joyce Meldrum-Harasowska), która po jego śmierci (1996) przekazała archiwa Jadwigi i Adama Harasowskich do Archiwum Emigracji prowadzonego przez Uniwersytet Mikołaja Kopernika w Toruniu. Historyk wojennych i powojennych stosunków polsko-szkocko-angielskich stwierdził, że „Jadwiga ze Zbrożków i Adam Harasowscy z pewnością zasłużyli na osobną monografię”.
Krewnymi Jadwigi Harasowskiej byli filolog Marian Plezia i dominikanin o. Jan Góra.